# Borek II
Borek II – polski herb szlachecki, odmiana herbu Strzała.

## Opis herbu
W polu czerwonym strzała żeleźcem do góry, z opierzeniem czarnym w kulki. W klejnocie nad hełmem w rogi jelenie.

## Inne herby o takiej nazwie
Gryzima, Borek, Borek I

## Źródła
- Juliusz Karol Ostrowski Księga herbowa rodów polskich